# فیلیپه مندز
فیلیپه مندز (به پرتغالی: Felipe Menezes Jácomo) هافبک اهل برزیل است که در شهر گویانیا و در تاریخ ۲۰ ژانویهٔ ۱۹۸۸ به دنیا آمده‌است.
فیلیپه مندز در تیم‌های فوتبال Goiás سابقهٔ حضور دارد.